# Ганчаковський Йосиф

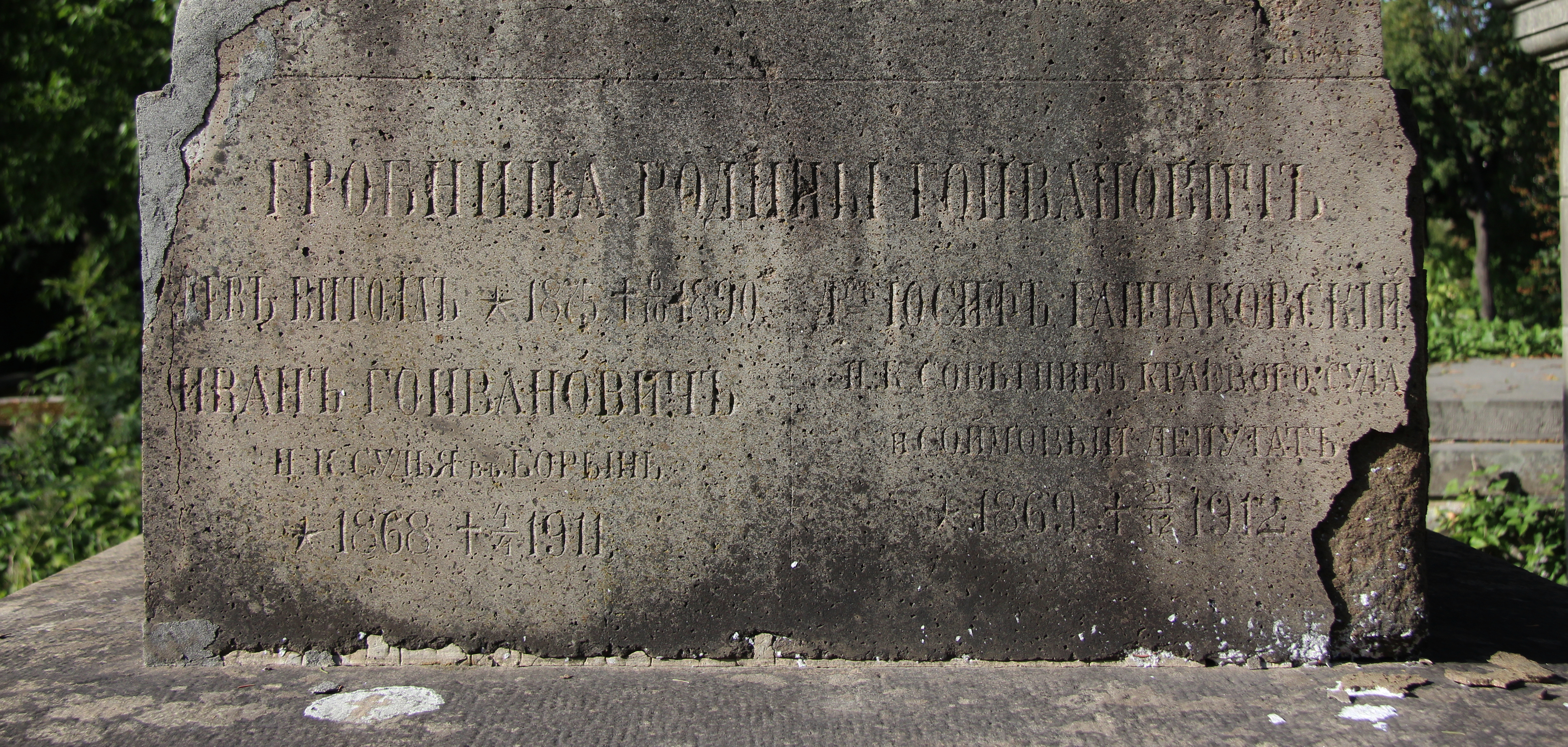

Доктор Ганчаковський Йосиф (пом. 1912) — український правник, суддя, громадський діяч. Начальник суду в Отинії. Заступник члена Крайової управи. Посол до Галицького сейму:
- 8-го скликання (від IV курії округу Турка — Бориня, входив до складу «Руського соймового клубу»; обрано після смерти попередника Глиджука Михайла[1])
- 9-го скликання (від IV курії округу Турка — Бориня, входив до складу «Російського клубу»[2]). По його смерті на додаткових виборах в окрузі було обрано доктора Рожанковського Теодора.[3]
- Похований на 68 полі Личаківського цвинтаря.